# 챔피언들의 저녁식사
챔피언들의 저녁식사(Dinner Of Champions)는 한국에서 제작된 송해나 감독의 2007년 영화이다. 박세진 등이 주연으로 출연하였다.

## 출연

### 주연
- 박세진
- 이경훈
- 이종무

## 제작진
- 조명: 김기준
- 녹음: 서동철
- 미술: 남궁선